# Achelia communis
Achelia communis är en havsspindelart som först beskrevs av Bouvier, E.L. 1906.  Achelia communis ingår i släktet Achelia och familjen Ammotheidae. Inga underarter finns listade i Catalogue of Life.